# Satyrium acadica
Satyrium acadica is een vlinder uit de familie van de Lycaenidae. De wetenschappelijke naam van de soort werd als Thecla acadica in 1862 gepubliceerd door Edwards.